# Nicci French
Nicci French – pseudonim literacki małżeństwa brytyjskich pisarzy i dziennikarzy: Nicci Gerrard i Seana Frencha, piszących thrillery psychologiczne.

## Książki przełożone na język polski[2]
- 2001: Fatalna namiętność (Killing Me Softly)
- 2002: Czerwony pokój (The Red Room)
- 2002: Bezpieczny dom (The Safe House)
- 2002: Gra pamięci (The Memory Game)
- 2003: W sieci strachu (Beneath the Skin)
- 2004: Kraina życia (Land of the Living)
- 2006: Tajemniczy uśmiech (Secret Smile)
- 2009: Złap mnie, nim upadnę (Catch Me When I Fall)
- 2011: Godziny strachu (Losing You)
- 2011: Nie ufaj nikomu (Complicit)
- 2012: Co zrobisz, gdy umrę? (What to Do When Someone Dies)
- 2013: Feralny poniedziałek (Blue Monday)